# Rhein-Zeitung

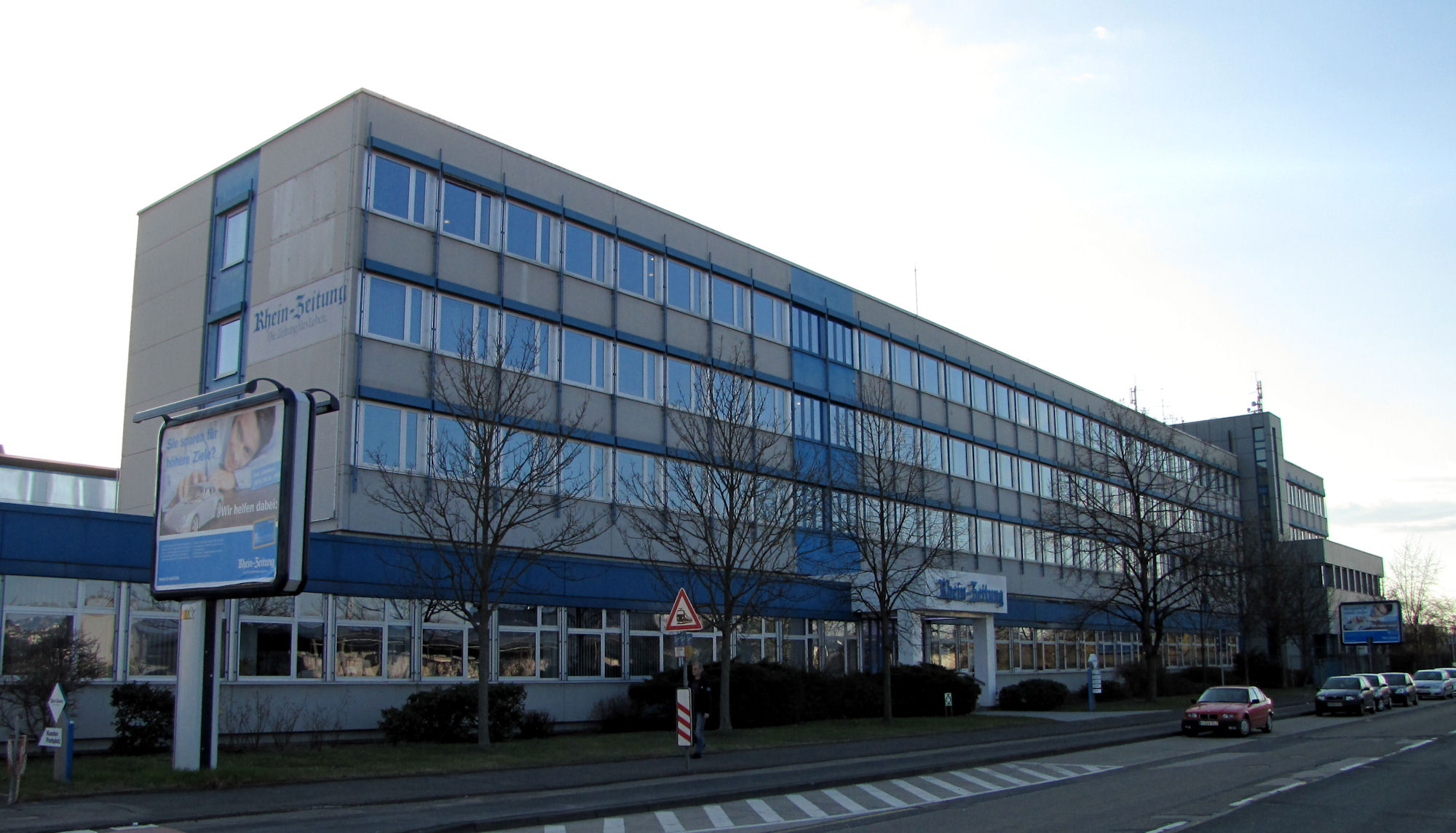
Rhein-Zeitungs förlagshus i Koblenz.

Rhein-Zeitung är en tysk regional dagstidning för norra Rheinland-Pfalz, med huvudredaktion i Koblenz. Tidningen ägs av Mittelrhein-Verlag. Tidningen hade en daglig såld upplaga på 182 556 exemplar 2:a kvartalet 2016, en minskning på 24 procent sedan 1998. Chefredaktör är sedan 2004 Christian Lindner. 

## Historia
Rhein-Zeitung grundades 1946 i den franska ockupationszonen efter andra världskriget, utan några direkta föregångare. Mittelrhein-Verlag övertog tidningen 1948.
Tidningen var den första tyska dagstidningen att starta en egen online-redaktion med onlineutgåva 1995. Sedan 1996 finns alla tidningens artiklar i onlinearkiv i fulltext, och tidningen har under Christian Lindners chefredaktörskap fortsatt att hålla en experimentell anda med sina onlinetjänster. Sedan 2013 används en betalväggsmodell för fullständig åtkomst till tidningens artiklar online.

## Utbredningsområde och lokalutgåvor
Tidningen distribueras huvudsakligen i det tidigare Regierungsbezirk Koblenz, med följande lokalutgåvor:
- Rhein-Zeitung i Koblenz, Landkreis Ahrweiler, Landkreis Altenkirchen, Landkreis Cochem-Zell, Landkreis Mayen-Koblenz och Landkreis Neuwied
- Kirner Zeitung i Verbandsgemeinde Kirn med staden Kirn
- Nahe-Zeitung i Landkreis Birkenfeld
- Oeffentlicher Anzeiger i Landkreis Bad Kreuznach
- Rhein-Hunsrück-Zeitung i Rhein-Hunsrück-Kreis
- Rhein-Lahn-Zeitung i Rhein-Lahn-Kreis
- Westerwälder Zeitung i Westerwaldkreis.

Lokalutgåvan i Mainz med omnejd lades ned 2013.